# Tijucas (gemeente)
Tijucas is een gemeente in de Braziliaanse deelstaat Santa Catarina. In 2010 telde de gemeente 30.973 inwoners.
De plaats ligt aan de Atlantische Oceaan.

## Aangrenzende gemeenten
De gemeente grenst aan Biguaçu, Camboriú, Canelinha, Governador Celso Ramos, Itapema en Porto Belo.

## Verkeer en vervoer
De plaats ligt aan de noord-zuidlopende weg BR-101 tussen Touros en São José do Norte. Daarnaast ligt ze aan de weg SC-410.